# Un sabor a miel (obra de teatro)
Un sabor a miel (A Taste of Honey) es la primera obra de teatro de la dramaturga británica Shelagh Delaney, que la escribió a la edad de 19 años. Concebida inicialmente como una novela, Delaney la convirtió en una obra dramática con la esperanza revitalizar el teatro británico y abordar cuestiones sociales a las que, a su parecer, no se estaba prestando atención. La obra fue inicialmente producida por el Taller de Teatro de Joan Littlewood y se estrenó en el Teatro Real de Stratford East, un pequeño teatro de vanguardia del este de Londres, el 27 de mayo de 1958. La producción se trasladó posteriormente al Teatro Wyndham’s, más grande y en el West End, en pleno centro de la ciudad, el 10 de febrero de 1959. La obra fue adaptada al cine bajo el mismo título en 1961.
Un sabor a miel está ambientada en Salford, al noroeste de Inglaterra, en la década de 1950. Cuenta la historia de Jo, una chica de 17 años de clase trabajadora, y su madre, Helen, a la que se presenta como una mujer ordinaria y sexualmente indiscriminada. Helen deja a Jo sola en su nuevo piso tras comenzar una relación con Peter, un amante rico y más joven que ella. Al mismo tiempo, Jo comienza un romance con Jimmy, un marinero negro. Él le propone matrimonio, pero después se va al mar y deja a Jo sola y embarazada. Esta encuentra alojamiento con un conocido homosexual, Geoffrey, que asume el papel de padrastro. Helen reaparece tras dejar a su amante y el futuro del nuevo hogar de Jo se tambalea.
La obra de Delaney trata y cuestiona las problemáticas de clase, raza, género y orientación sexual a mediados del siglo XX en Inglaterra. La obra fue asociada al movimiento del realismo kitchen sink o retrato de la clase obrera, que estaba revolucionando el teatro británico por aquel entonces.
A modo de antecedente visual, Delaney reflexionó sobre la vida en Salford en un documental dirigido por Ken Russell para el programa Monitor de la BBC, que se emitió el 26 de septiembre de 1960.

## Argumento

### Primer acto
En la primera escena, Helen y su hija adolescente, Jo, se mudan a un piso viejo y cochambroso. A los pocos minutos, el público sabe que tienen poco dinero y que viven de las ganancias inmorales de Helen: un dinero que le dan sus amantes, aunque no es una auténtica prostituta, sino más bien una “chica de compañía”. Helen bebe con frecuencia y ella y Jo tienen una ambigua relación interdependiente y conflictiva. Mientras se instalan, Helen se sorprende encontrando algunos dibujos de Jo, lo que deja ver el talento y la originalidad de esta, y la falta de interés y conocimiento de Helen hacia su hija. Jo rechaza la idea de ir a una escuela de arte y culpa a Helen de haber interrumpido su formación demasiado a menudo al cambiarla constantemente de un colegio a otro. Ahora Jo sólo quiere dejar los estudios y ganar su propio dinero para escapar de Helen. Tras esta conversación, entra Peter (el joven novio de Helen). Jo supone que Helen se ha mudado para huir de él, pero nunca se deja saber el motivo al público. Peter no se había dado cuenta de la edad de Helen hasta que vio a su hija. No obstante, le pide matrimonio a Helen, primero medio en broma y después más o menos en serio.

En la siguiente escena, Jo vuelve a casa acompañada por Jimmy, su novio negro. Durante un diálogo no muy serio, este le pide que se case con él y ella acepta, aunque él está en la marina y tendrá que estar navegando durante seis meses antes de que puedan casarse. Jimmy le da a Jo un anillo que se pone a modo de colgante, bajo la ropa, para esconderlo de Helen. Jo le dice que va a abandonar sus estudios y comenzar un trabajo a media jornada en un pub.

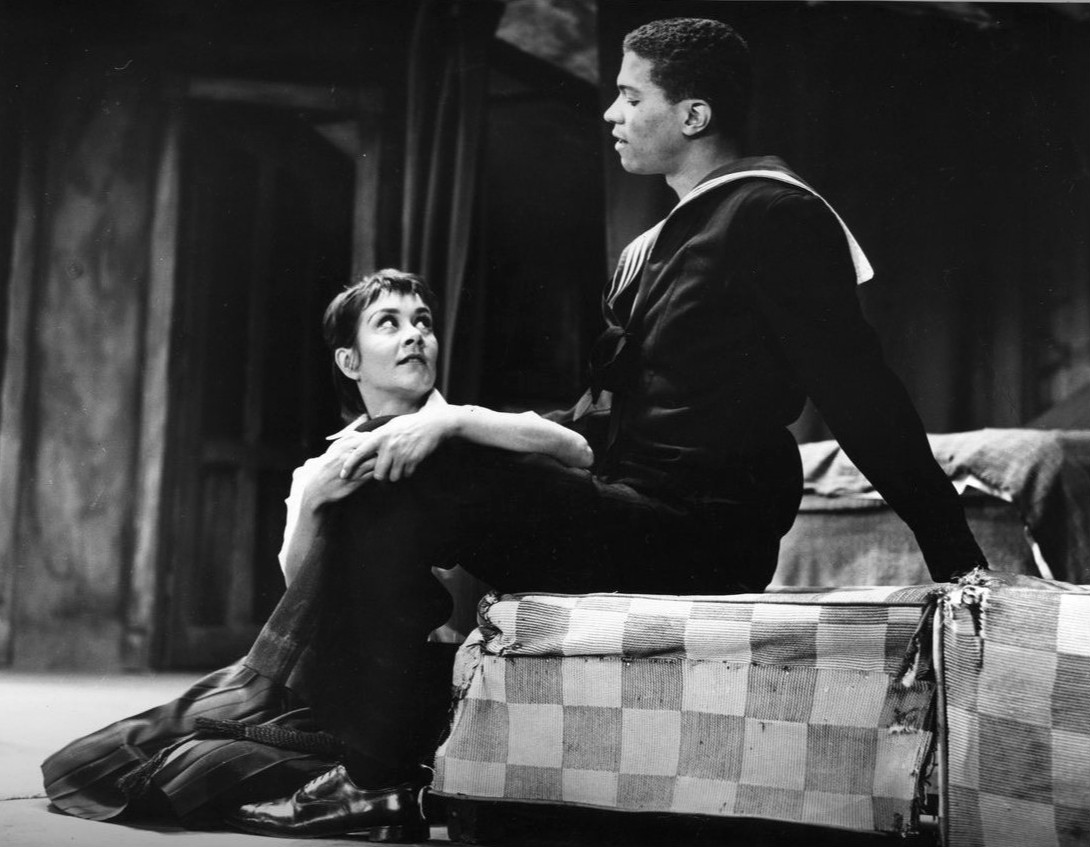
Joan Plowright (Jo) y Billy Dee Williams (Jimmy) en la representación de Broadway de 1960.

De vuelta en el piso, Helen le cuenta a Jo que se va a casar con Peter. Este entra y se genera un diálogo entre los tres. En lugar de ser un ataque mutuo entre Helen y Jo, se genera una situación más compleja en la que Jo ataca a los otros dos, ambos atacan a Jo y Helen ataca tanto a Peter como a Jo. El pensamiento de que Helen y Peter se vayan a casar disgusta enormemente a Jo, pero ella sigue provocando a Peter en un esfuerzo de oponerse todavía más a él. Después de que Helen y Peter se vayan a celebrar la Navidad por su cuenta, Jo se echa a llorar y su novio le consuela. Ella le invita a quedarse a pasar la Navidad, aunque presiente que nunca más lo volverá a ver. 
La acción pasa entonces a la boda de Helen, el día después de Navidad. Jo está resfriada y no puede asistir. Como está en pijama, Helen se da cuenta del anillo que Jo lleva al cuello y descubre la verdad. Helen riñe a su hija con violencia por pensar en casarse tan joven en uno de sus pocos arranques de afecto y preocupación por ella. Jo le pregunta entonces por la identidad de su verdadero padre, y Helen le cuenta que se casó con un «puritano» y que tuvo que encontrar placer sexual de otras maneras. La primera experiencia sexual de Helen fue con el padre de Jo, en sus palabras, un hombre «no muy listo» y «un poco retrasado». Acto seguido, se marcha a toda prisa a su boda.

### Segundo acto

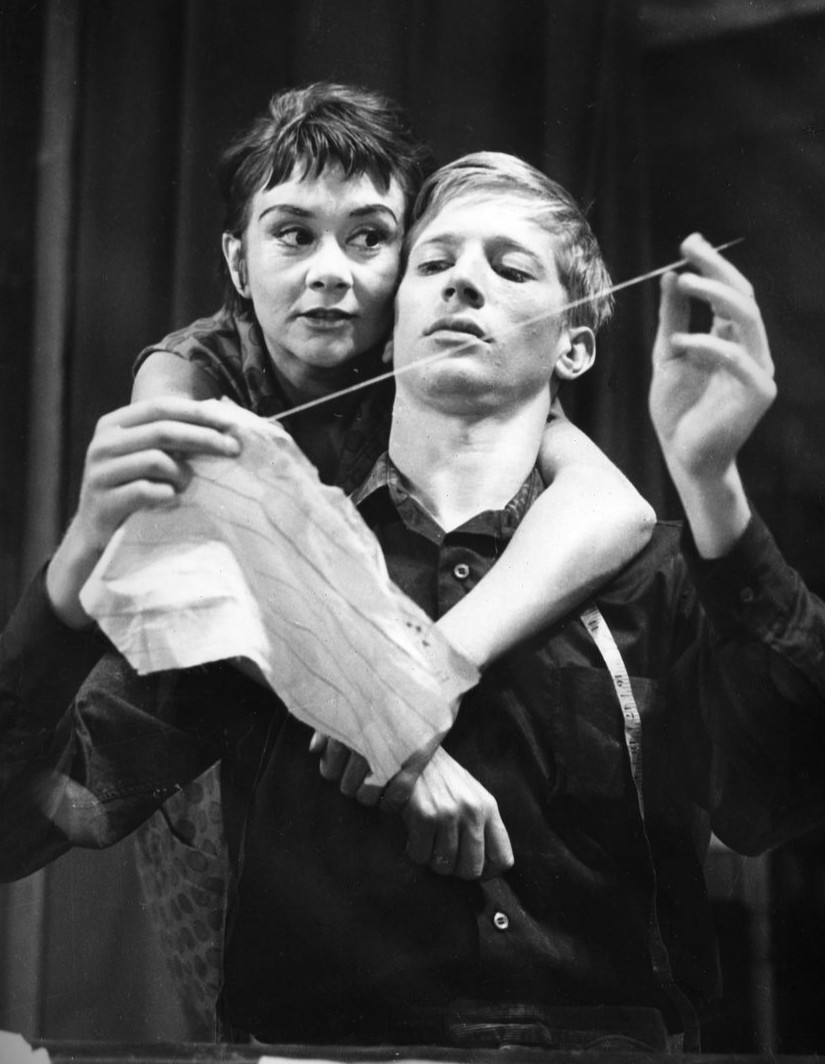
Joan Plowright (Jo) y Andrew Ray (Geoffrey) en la representación de Broadway de 1960.

Varios meses después, Jo sigue viviendo en el mismo piso cochambroso, pero sola. Trabaja en una zapatería por las mañanas y en un bar por las noches para poder pagar el alquiler. Está embarazada y su novio sigue sin volver. Después de pasar una tarde en una feria, Jo vuelve al piso acompañada de Geof, un estudiante de arte afeminado a quien echaron de su anterior vivienda porque la dueña  sospechaba que era gay. Jo le ofende al hacerle preguntas desconsideradas sobre su sexualidad y él se lo devuelve criticando con malicia sus dibujos. Ella se disculpa y le pide que se quede a dormir en el sofá. Geof parece preocuparse por los problemas de Jo y poco a poco entablan una relación amistosa divertida.
Lo siguiente que ve el público es a Jo irritada y deprimida a causa de su embarazo y a Geof consolándola con paciencia. Después, buscando consuelo él mismo también, la besa y le pide matrimonio. Jo le dice que aunque le guste no puede casarse con él. Ella le hace un ademán sexual y Geof no se da cuenta, confirmando que entre ellos no hay un amor matrimonial. En ese momento llega Helen. Geof la había llamado a escondidas de Jo, no obstante, ella enseguida se da cuenta y se enfada con los dos. Geof trata de interferir en la pelea de Helen y Jo pero acaba siendo atacado por una, por otra o por ambas. Helen se dispone a ofrecerle a Jo algo de dinero cuando llega Peter, muy borracho, le quita el dinero y retira el ofrecimiento de un hogar que Helen le había hecho a Jo. Después se marcha, insistiendo a Helen para que se vaya con él. Tras pensarlo unos momentos, ella sale tras de él.
En la siguiente escena, el bebé está a punto de nacer en cualquier momento. Jo y Geof parecen felices. Él la tranquiliza diciéndole que seguramente Helen exageraba cuando hablaba de la deficiencia mental de su padre. Geof había comprado una muñeca para que Jo practicase a tener al bebé en brazos, pero Jo la arroja al suelo porque es del color equivocado: ella supone que su bebé será negro, como su padre. No obstante, este arrebato contra el bebé, la maternidad y la feminidad dura poco. Jo y Geof se disponen a cenar cuando llega Helen con todo su equipaje. Al parecer, Peter la había echado y ella había decidido quedarse con Jo. Para librarse de Geof, Helen le trata con brusquedad mientras que agobia a Jo con regalos y consejos. Jo defiende a Geof, pero cuando está dormida este decide irse ya que Helen es demasiado para él y no quiere que Jo se vea dividida entre los dos. Cuando Jo se despierta, Helen finge que Geof ha salido a comprar. Cuando se entera de que el bebé será negro, pierde los nervios y sale corriendo a beber, aunque Jo acaba de empezar a tener contracciones. Al quedarse sola, Jo tararea felizmente una canción que Geof había estado cantando antes, sin darse cuenta aún de que él se ha marchado.

## Personajes
- Helen: una curtida madre soltera, de clase obrera y alcohólica.
- Josephine: la hija adolescente, también llamada “Jo”, criada únicamente por Helen.
- Peter: el novio joven y pudiente de Helen, de Londres.
- El chico: Jimmy, un marinero negro. Jo se enamora de él y se queda embarazada.
- Geoffrey: un estudiante de arte veinteañero que se convierte en el amigo y compañero de piso de Jo.

## Representaciones

### Reparto original de Londres (1958)
- Helen – Avis Bunnage
- Josephine – Frances Cuka
- Peter – Nigel Davenport
- El chico –  Clifton Jones
- Geoffrey – Murray Melvin
- El trio de Jazz Apex –  Johnny Wallbank (corneta), Barry Wright (guitarra), Christopher Capon (contrabajo)
- Escenografía por John Bury
- Vestuario por Una Collins

### Reparto original de Broadway (1960)
- Helen – Angela Lansbury
- Josephine – Joan Plowright
- Peter – Nigel Davenport
- El chico – Billy Dee Williams
- Geoffrey – Andrew Ray

### Reparto del reestreno de Broadway (1981)
- Helen – Valerie French
- Josephine – Amanda Plummer
- Peter – John Carroll
- El chico – Tom Wright
- Geoffrey – Keith Reddin

### Representación en el Teatro Watford Palace, Reino Unido (2000)
- Helen – Gemma Craven
- Josephine – Kaye Wragg
- Peter – Patrick Baladi
- El chico – Mark Springer
- Geoffrey – Ashley Artus

### Adaptación para BBC Radio 3 (2004)
- Helen – Siobhan Finneran
- Josephine – Beth Squires
- Peter – Charles Lawson
- El chico – Richard Mylan
- Geoffrey – Andrew Sheridan

### Gira por varios teatros (2006)
- Helen – Samantha Giles
- Josephine – Samantha Robinson
- Peter – Andonis Anthony
- El chico – Chris Jack
- Geoffrey – Bruno Langley

### Teatro Royal Exchange, Mánchester, Reino Unido (2008)
- Helen – Sally Lindsay
- Josephine – Jodie McNee
- Peter – Paul Popplewell
- El chico – Marcel McCalla
- Geoffrey – Adam Gillen

### Teatro Nacional, Reino Unido (2014)
- Helen – Lesley Sharp
- Josephine – Kate O'Flynn
- Peter – Dean Lennox Kelly
- El chico – Eric Kofi Abrefa
- Geoffrey – Harry Hepple

### Teatro Belvoir, Sídney (2018)
- Helen – Genevieve Lemon
- Josephine – Tylor Ferguson
- Peter – Josh McConville
- El chico – Thuso Lekwape
- Geoffrey – Tom Anson Mesker

### Teatro Nacional, Reino Unido (2019 – 2020)
- Helen – Jodie Prenger
- Josephine – Gemma Dobson
- Peter – Tom Varey
- El chico – Durone Stokes
- Geoffrey – Stuart Thompson
- Dirigida por Bijan Sheibani
- Escenografía y vestuario por Hildegard Bechtler

## Recepción de la crítica en 1958
Acerca de la representación original, Milton Shulman escribió en Evening Standard que la obra le pareció inmadura y poco convincente. Otros también parecieron desestimar la obra por la edad de la autora; el Daily Mail publicó que la obra no sabía a miel, sino a «cuadernillos escolares y mermelada». Sin embargo, Kenneth Tynan escribió que «Delaney lleva al escenario a personas reales, que bromean, estallan, se enfrentan y, finalmente, de la sed de vida que les otorga, sobreviven». Lindsay Anderson en Encore dijo de la obra que era «un trabajo completamente original y emocionante» y que proporcionaba «una auténtica vía de escape para el vacío de la mediocre clase media del West End.»